# Olympische Winterspiele 1968/Teilnehmer (Rumänien)
| Gelbes Symbol für Goldmedaillen mit stilisierten Olympischen Ringen | Graues Symbol für Silbermedaillen mit stilisierten Olympischen Ringen | Braundes Symbol für Bronzemedaillen mit stilisierten Olympischen Ringen |
| ------------------------------------------------------------------- | --------------------------------------------------------------------- | ----------------------------------------------------------------------- |
| —                                                                   | —                                                                     | 1                                                                       |

Rumänien nahm an den Olympischen Winterspielen 1968 im französischen Grenoble mit 30 Athleten, 29 Männer und eine Frau, teil.
Seit 1928 war es die achte Teilnahme Rumäniens bei Olympischen Winterspielen.

## Flaggenträger
Die Eiskunstläuferin Beatrice Huștiu trug die Flagge Rumäniens während der Eröffnungsfeier.

## Medaillen
Mit einer gewonnenen Bronzemedaille belegte das rumänische Team Platz 15 im Medaillenspiegel.
Ion Panțuru und Nicolae Neagoe gewannen mit Bronze im Zweierbob die erste rumänische Medaille überhaupt bei Olympischen Winterspielen.

### Bronze
- Ion Panțuru und Nicolae Neagoe: Zweierbob

## Teilnehmer nach Sportarten

### Biathlon
- Nicolae Bărbășescu

- Einzel (20 km): 29. Platz
- Staffel (4 × 7,5 km): 7. Platz

- Gheorghe Cimpoia

- Einzel (20 km): 23. Platz
- Staffel (4 × 7,5 km): 7. Platz

- Vilmoş Gheorghe

- Einzel (20 km): 22. Platz
- Staffel (4 × 7,5 km): 7. Platz

- Constantin Carabela

- Einzel (20 km): 14. Platz
- Staffel (4 × 7,5 km): 7. Platz

### Bob
- Ion Panțuru
Zweierbob:  Bronze
Viererbob: 4. Platz
- Nicolae Neagoe
Zweierbob:  Bronze
Viererbob: 4. Platz
- Romeo Nedelcu
Zweierbob: Qualifikation
- Gheorghe Maftei
Zweierbob: Qualifikation
Viererbob: 4. Platz
- Petre Hristovici
Viererbob: 4. Platz

### Eiskunstlauf
- Beatrice Huștiu
29. Platz

### Eishockey
- Männer: 12. Platz

| - Constantin Dumitraș - Mihai Stoiculescu - Ion Stefan Ionescu - Zoltan Czaka - Dezideriu Varga - Zoltan Fogaras - Răzvan Schiau - Geza Szabo - Iulian Florescu | - Alexandru Calamar - Iuliu Szabo - Eduard Pană - Ion Gheorghiu - Ștefan Texe - Ion Bașa - Aurel Moiș - Valentin Ștefan - Ștefan Ionescu |

### Ski Alpin
- Dorin Munteanu
Riesenslalom, Männer: 55. Platz
Abfahrt, Männer: 65. Platz
Slalom, Männer: Qualifikation
- Dan Cristea
Riesenslalom, Männer: 49. Platz
Abfahrt, Männer: 62. Platz